# Euperipatoides kanangrensis
Euperipatoides kanangrensis är en klomaskart som beskrevs av Reid 1996. Euperipatoides kanangrensis ingår i släktet Euperipatoides och familjen Peripatopsidae. Inga underarter finns listade i Catalogue of Life.